# 響水鄉 (鄰水縣)
響水鄉，是四川省鄰水縣下轄的一個鄉級行政單位。

## 沿革[1]
- 1953年9月4日，響水鄉人民政府成立，隸屬第五區()公所管轄，1955年3月5日。響水鄉人民政府劃歸第六區(九龍區)公所管轄。1956年1月16日，響水鄉併入，響水鄉人民政府撤銷。